# Ảo giác Jastrow

Ảo giác Jastrow

Ảo giác Jastrow là loại ảo giác khi ta đo chiều dài của 2 vật vòng cung, vật bên trong lại dài hơn vật bên ngoài, nhưng 2 vật lại bằng nhau. Hiện tượng này được phát hiện ra bởi nhà tâm lý học Joseph Jastrow từ hơn 100 năm trước. Khi so sánh độ lớn các vật, chúng ta thường có xu hướng so sánh 2 cạnh gần nhau nhất của 2 vật. Nếu đặt những vật có hình vòng cung cạnh nhau như hình vẽ thì dù chúng bằng nhau ta vẫn cảm thấy vật nằm trong to hơn. Đây là một loại ảo ảnh hơi hiếm gặp với chúng ta.
Khi so sánh độ dài 2 vật hình cung như hình trên, ta thường so sánh 2 cạnh gần nhất nhưng nếu cái A và cái B bằng nhau thì nhìn trong hình bên, ta sẽ thấy cạnh dưới của cái A là cạnh là vòng ngắn, cạnh trên của cái B là vòng dài. Đáng lẽ ta phải so sánh cạnh trên của cái A với cạnh trên của cái B.
Nói một cách dễ hiểu hơn, não bộ trong vô thức sẽ chỉ tập trung xem xét độ dài 2 vật đặt gần đó nhất, chúng ta sẽ bất giác so sánh độ dài cạnh phía dưới của hình A và cạnh phía trên của hình B. Dù hai hình này có kích cỡ bằng nhau nhưng chúng ta sẽ cảm thấy hình B có vẻ lớn hơn vì cạnh trên của hình B dài hơn cạnh dưới của hình A.